# Кресчент Дюнс
38°14′00″ пн. ш. 117°22′01″ зх. д. / 38.2333° пн. ш. 117.367° зх. д.
Проект сонячної енергії Crescent Dunes — це проект сонячної теплової енергії зі встановленою потужністю 110 мегават (МВт) і 1,1 гігават-години накопичувача енергії, розташований поблизу Тонопа (Невада), приблизно за 190 миль (310 км) на північний захід від Лас-Вегаса. Crescent Dunes — це перша комерційна концентрована сонячна електростанція (CSP) із центральною приймальною вежею та передовою технологією зберігання енергії розплавленої солі в повному масштабі (110 МВт), після експериментальних Solar Two та Gemasolar в Іспанії на 50 МВт. Станом на 2023 рік ним керує новий власник; ACS, і в новому контракті з NV Energy тепер постачає сонячну енергію лише вночі, залучаючи теплову енергію, що накопичується щодня.

## Технологія

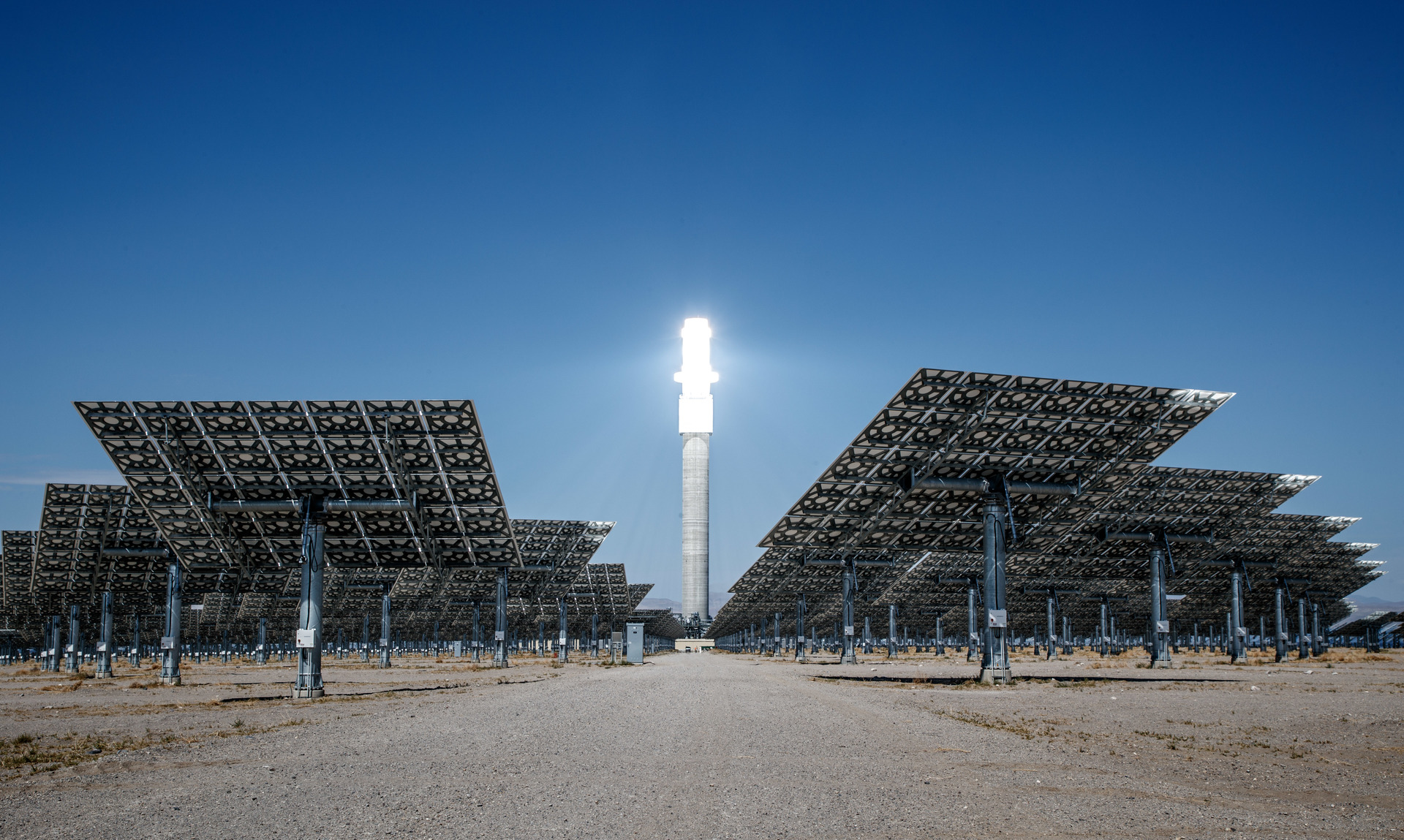
Сонячне світло нагріває розплавлений пісок у центральній вежі

Надлишок теплової енергії зберігається в розплавленої солі і може використовуватися для генерації електроенергії протягом десяти годин, включаючи вечірні години та коли пряме сонячне світло недоступне. Таким чином, технологія зберігання усунула потребу в будь-якому резервному викопному паливі, такому як природний газ. Розплавлення приблизно 70 000 000 фунтів (32 000 000 кг) солі зайняло два місяці. Розплавившись, сіль залишається розплавленою протягом усього терміну служби заводу та циклічно проходить через приймач для повторного нагрівання.